# Rustam Tulaganov
Rustam Tulaganov (8 de outubro de 1991) é um pugilista uzbeque, medalhista olímpico. 

## Carreira
Rustam Tulaganov competiu na Rio 2016, na qual conquistou a medalha de bronze no peso pesado.